# Diocèse de Troyes
Le diocèse de Troyes (en latin : Dioecesis Trecensis) est un diocèse de l'Église catholique en France. Érigé au IVe siècle, il est un des diocèses historiques de l'ancienne province de Champagne. De 1801 à 1822, il couvre les départements de l'Aube et de l'Yonne. Depuis 1822, il ne couvre plus que celui de l'Aube.
Jusqu'en 1801, il est suffragant de l'archidiocèse métropolitain de Sens et relève de la province ecclésiastique de Sens. De 1801 à 1822, il est suffragant de l'archidiocèse métropolitain de Paris et relève de la province ecclésiastique de Paris. De 1822 à 2002 il redevient suffragant de l'archidiocèse métropolitain de Sens. 
Depuis 2002, il est suffragant de l'archidiocèse métropolitain de Reims et relève de la province ecclésiastique de Reims qui couvre les anciennes régions Picardie et Champagne-Ardenne.

## Personnalités du diocèse
- Saint Loup : évêque de Troyes, mort en 478 et fêté le 29 juillet
- Jean de Nanteuil : évêque de Troyes, mort en 1297
- Le pape Urbain IV : fils d'un savetier troyen, né en 1195 à Troyes, de son vrai nom Jacques Pantaléon.

## Évêque originaire du diocèse de Troyes
- Yves Patenôtre, archevêque émérite de Sens-Auxerre et prélat émérite de la Mission de France.
- Didier Noblot, évêque de Saint-Flour.

## Subdivisions
À la fin du XVIIIe siècle, le diocèse était découpé comme suit : 
- le doyenné d'Arcies ;
- l’archidiaconné et doyenné de Brienne comprenant les paroisses de Amance, Anglus, Auzon, Avant-les-Ramerupt, Blaincourt, Blignicourt, Bossancourt, Bouy-Luxembourg, Brevonne, Brienne-la-Vieille, Brienne-le-Château, la Chaise, Chausmenil, Crespy, Dienville, Dolencourt, Eclance, Epothémont, Fresnay, Fuligny, Juvanzé, Juzanvigny, Lassicourt, Lesmont, Lévigny, Longsols, Maizières-les-Brienne, Mathaux, Mesnil-Lettré, Molins, Monagnon... ;
- du Grand-doyenné ou doyenné de Troyes (ville) ;
- l’archiprêtré qui est du domaine de l'évêché et qui comprend les paroisses de : Aixotte, la Chapelle-saint-Luc, Creney, Laubressel, Les Noës, Moucey, Paillot ou Thennelières, Pont-sainte-Marie, Pouan, Premier-Fait, St-André-les-Vergers, Saint-Gilles, st-Germain-de-Linçon, st-Lyé, Le Pavillon, Payens, st-Martin-es-Vignes, la chapelle-ste-Julie, st-Parre-au-Tertre, Bouranton, Sainte-Savine, Somme-Fontaine, Villy-le-Maréchal ; les abbayes ou couvents de Montier-la-Celle, Notre-Dame-des-Prés, Maladrerie-des-Deux-Eaux, Sainte-Scolastique, les Chartreux, la Mission, les Antonnins et les prieurés de Foicy, Bouranton ;
- le doyenné de Margerie ;
- le doyenné de Marigny ;
- le doyenné de Pont comprenant les paroisses de: Barbuise, le Plessis-Barbuise, Bonsac, Bouchy-le-Repos, Chalautre-la-Grande, Chantemerle[1], Châtillon-sur-Morin, Conflans, Crancey, St-Hilaire, Esclavolles, Fontaine-Bethon, Fontaine-sous-Montaguillon, la Celle-sous-Chantemerle, Chapelle-st-Nicolas, la Forestière, la Saulsotte, les Essarts-le-Vicomte, Louan, Marnay, Montgenod, Mont-le-Potier, Fontaine de Nesle, Nogent-sur-Seine, Périgny-la-Rose, Pont-sur-Seine, Pottangy, st-Martin-de-Chesnetrone, Villegruie, Dival, Villeneuve-au-Chastelot, Villiers-aux-Corneilles ; les abbayes de Chantemerle et Nesle-la-Reposte ;
- le doyenné de Sézanne ;
- le doyenné de Villemaur.